# Bosintang

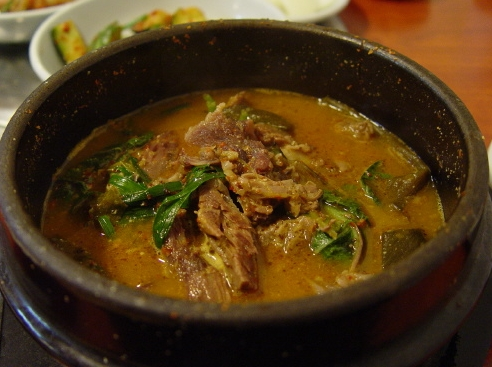
Un tazón de bosintang.

El bosintang (보신탕; 補身湯) o gaejangguk (개장국) es una sopa coreana que incluye carne de perro como ingrediente principal. Se afirma que la sopa proporciona una mayor virilidad de acuerdo con los principios de la medicina tradicional china. La carne se cuece con verduras tales como cebolleta, hojas de perilla y filipéndula, y especias como doenjang (된장), gochujang (고추장) y semillas de perilla en polvo. El plato, una de las recetas coreanas más comunes hechas de carne de perro, tiene una larga historia en la cultura del país, pero recientemente ha sido criticado dentro y fuera de sus fronteras por las personas con un tabú alimentario hacia la carne canina.

## Historia
El consumo de carne de perro se remonta a la antigüedad. Se han excavado huesos de perro en un asentamiento neolítico en Changnyeong (창녕), provincia de Gyeongsang del Sur. Una pintura mural en el conjunto de tumbas de Koguryo (고구려 고분군; 高句麗 古墳群) en la provincia de Hwangghae, un yacimiento patrimonio de la humanidad por la Unesco que data del siglo V, representa un perro sacrificado en una bodega (Ahn, 2000).
Aproximadamente en 1816, Jeong Hak Yu (정학유; 丁學遊), el segundo hijo de Jeong Yak-yong (정약용; 丁若鏞), un importante político e investigador contemporáneo de la dinastía Choseon, escribió un poema titulado Nongawollyeonga (농가월령가; 農家月令歌). Este poema, una importante fuente de la historia popular coreana, describe lo que las familias granjeras coreanas normales hacían mes del año. En la descripción de agosto, el poema habla de una mujer casada que visita a sus padres con carne de perro cocida, pastel de arroz y vino de arroz, lo que indica la popularidad de la carne de perro en la época (Ahn, 2000; Seo, 2002).
En Dongguk Seshigi (동국세시기; 東國歲時記), un libro escrito por el investigador coreano Hong Suk Mo (홍석모) en 1849, contiene una receta de bosintang incluyendo perro cocido y cebolleta.

## Nombres
Hay muchos nombres diferentes para este plato en coreano, algunos de los cuales pueden considerarse eufemismos.
| Romanización revisada | Hangul   | Hanja o mezcla | Traducción                      |
| --------------------- | -------- | -------------- | ------------------------------- |
| bosintang             | 보신탕   | 補身湯         | ‘sopa vigorizante’              |
| yeongyangtang         | 영양탕   | 營養湯         | ‘sopa nutritiva’                |
| boyangtang            | 보양탕   | 補養湯         | ‘sopa vigorizante’              |
| gaejang(guk)*         | 개장(국) | 개醬(국)       | ‘sopa de perro’                 |
| sacheoltang           | 사철탕   | 四철湯         | ‘sopa para todas las estaciones |
| dangogitang           | 단고기탕 | 단고기湯       | ‘sopa de carne dulce            |
| gutang                | 구탕     | 狗湯           | ‘sopa de perro                  |
| gujang                | 구장     | 狗醬           | ‘sopa de perro                  |
| jiyangtang            | 지양탕   | 地羊湯         | ‘sopa de perro                  |
| meongmeongtang        | 멍멍탕   | 멍멍湯         | ‘sopa guau guau’                |

* No debe confundirse con el homófono 게장 (gejang, ‘cangrejos marinados’), ni con el famoso 육개장 (yukgaejang, ‘sopa de buey’).